# Year Zero
Year Zero — музичний альбом гурту Nine Inch Nails. Виданий 2007 року лейблом Interscope. Загальна тривалість композицій становить 63:42. Альбом відносять до напрямків альтернативний рок та індастріал.

## Відгуки критиків
Критична реакція на альбом була в цілому сприятливою, із середньою оцінкою 76% на основі 28 відгуків на Metacritic. Роберт Крістгау описав Year Zero, як «самий мелодійний альбом Резнора»,.

## Список композицій
Автор музики і слів Трент Резнор. 
| #   | Назва                          | Тривалість |
| --- | ------------------------------ | ---------- |
| 1.  | «HYPERPOWER!»                  | 1:42       |
| 2.  | «The Beginning of the End»     | 2:47       |
| 3.  | «Survivalism»                  | 4:23       |
| 4.  | «The Good Soldier»             | 3:23       |
| 5.  | «Vessel»                       | 4:52       |
| 6.  | «Me, I'm Not»                  | 4:51       |
| 7.  | «Capital G»                    | 3:50       |
| 8.  | «My Violent Heart»             | 4:13       |
| 9.  | «The Warning»                  | 3:38       |
| 10. | «God Given»                    | 3:50       |
| 11. | «Meet Your Master»             | 4:08       |
| 12. | «The Greater Good»             | 4:52       |
| 13. | «The Great Destroyer»          | 3:17       |
| 14. | «Another Version of the Truth» | 4:09       |
| 15. | «In This Twilight»             | 3:33       |
| 16. | «Zero-Sum»                     | 6:14       |